# 沙漏星雲
沙漏星雲（也稱為MyCn18）是一個年輕的行星狀星雲，位於南天的蒼蠅座，距離地球8,000光年遠，是天文學家安妮·坎農和瑪格麗特·梅耶爾在擴編HD星表時發現的，當時只簡單的標示是一個行星狀星雲。直到望遠鏡和影像處理的技術獲得改進之後，美国宇航局噴射推進實驗室的Raghvendra Sahai和John Trauger才在1995年7月30日發現它的形狀像一個沙漏。猜想MyCn18的會成為沙漏形狀的原因是在低速膨脹的雲氣之內有高速膨脹的恆星風，而雲氣在赤道的密度又比兩極高。
沙漏星雲的照片是由哈伯太空望遠鏡上的第二代廣域和行星照相機拍攝的。
要注意，在明亮的礁湖星雲中也有一個像沙漏的星雲，不要將兩者混淆了。。  

## 大眾文化中的沙漏星雲
- 沙漏星雲曾經被珍珠果醬樂團在2000年出版的專輯（Binaural）中做為封面。
- 沙漏星雲曾在劇情片哈洛上尉：無盡的冒險之旅突顯其特色。